# Canin

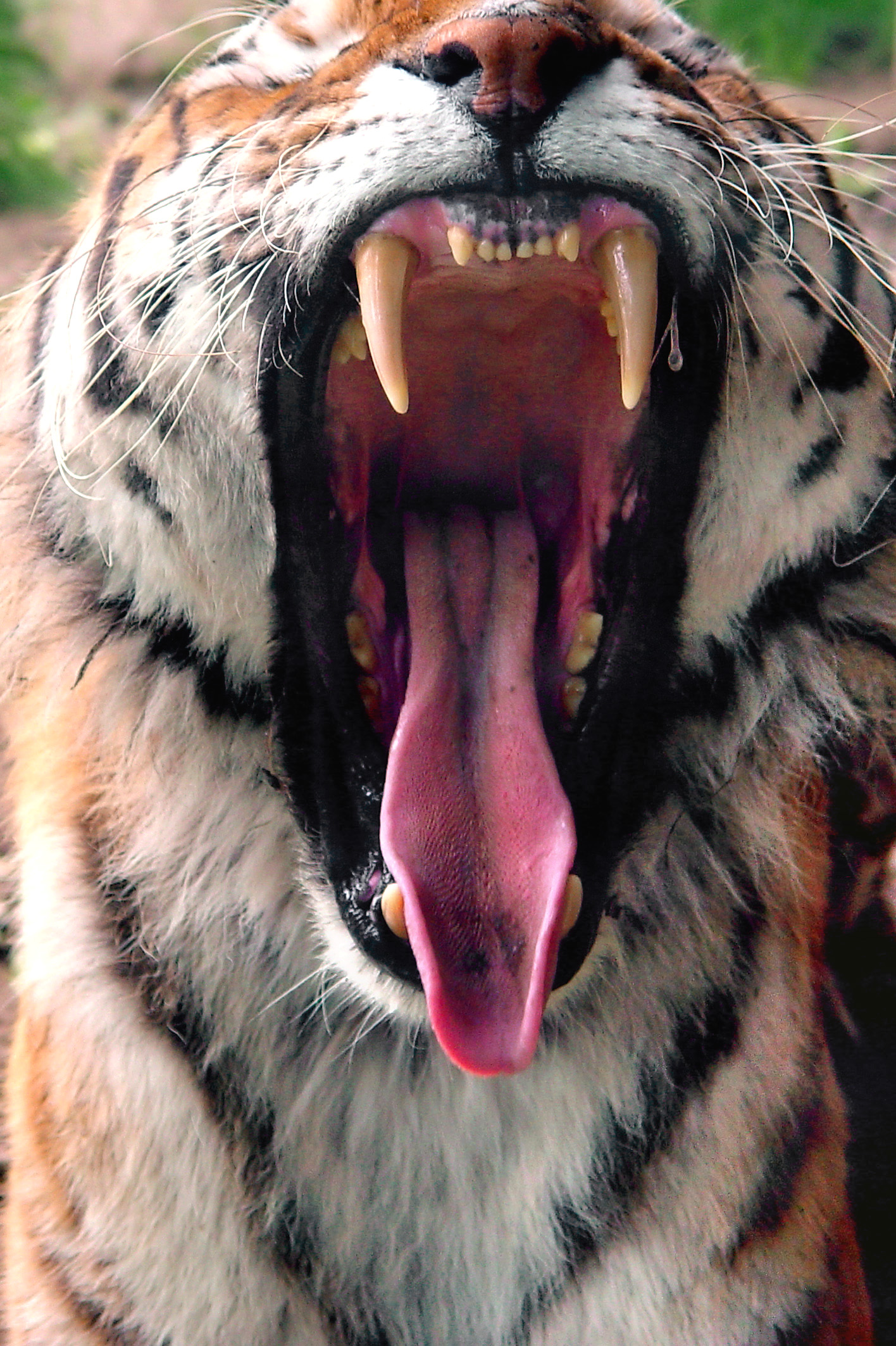
Caninii unui tigru

Caninul este un dinte ascuțit și lung, aflat între dinții incisivi și premolari, foarte dezvoltat la animalele carnivore, precum tigrul, ai cărui canini ating dimensiunea de 5-7 cm. Caninii au rolul de a sfâșia hrana.
Unele animale ierbivore nu prezinta acest tip de dinti.